# 4-я кавалерийская дивизия (СССР)
4-я кавалерийская дивизия — воинское соединение СССР во Второй мировой войне

## История дивизии
Сформирована в августе 1941 года в Брянских лесах путём переформирования 210-й моторизованной дивизии, в свою очередь сформированной в марте 1941 года путём переформирования 4-й кавалерийской дивизии.
В конце августа — начале сентября 1941 года в ходе Рославльско-Новозыбковской операции участвовала в отражении наступления врага на Трубчевск. В соответствии с боевым распоряжением штаба Брянского фронта № 042 дивизии было приказано 29.08.1941 выдвинуться и занять район Мосточная, Семячки, Войборово, выбросив передовые отряды на рубеж Карбовка, Романовка, Грязивец. Входя в состав подвижной группы генерала Ермакова нанесла удар по флангу вражеской группировки в общем направлении на Погар, предотвратив разгром и неорганизованный отход 13-й армии за реку Десну, а также оставление нашими войсками Трубчевска. С 15.09.1941 года перешла к обороне на занятых рубежах.
В начале октября 1941 года, с началом операции «Тайфун» попала в окружение.
Во время прорыва в направлении Навли прикрывала отход частей с северо-запада. Из окружения остатки дивизии были выведены к 15.10.1941 года навлинскими партизанами, и позднее — некоторые части трубческими партизанами. По другим сведениям, дивизия вообще не вышла из окружения, и только к концу октября 1941 года вышла часть бойцов во главе с командиром. 10.11.1941 лесничий Дубненского лесничества Храпков Андрей Семёнович вывел из окружения 525 человек при 96 лошадях и личном оружии, за что был награждён орденом Ленина (20 марта 1942).
Судя по тому, что в боевом составе вооружённых сил СССР дивизия упоминается как существующая до 01.04.1942 года, можно предположить, что всё-таки дивизия, как соединение, из окружения вышла.
Расформирована в апреле 1942 года, личный состав направлен на формирование 11-го кавалерийского корпуса

## Подчинение
| Дата                   | Фронт (округ)  | Армия      | Корпус (группа)          | Примечания                                                    |
| ---------------------- | -------------- | ---------- | ------------------------ | ------------------------------------------------------------- |
| с 19 августа 1941 года | Брянский фронт | 13-я армия |                          | в конце августа: в составе подвижной группы генерала Ермакова |
| 01 сентября 1941 года  | Брянский фронт | 3-я армия  |                          |                                                               |
| 01 октября 1941 года   | Брянский фронт | 3-я армия  |                          |                                                               |
| 01 ноября 1941 года    | Брянский фронт | 3-я армия  |                          |                                                               |
| 01 декабря 1941 года   | Западный фронт | 50-я армия |                          |                                                               |
| 01 января 1942 года    | Западный фронт |            |                          |                                                               |
| 01 февраля 1942 года   | Западный фронт |            | 9-й кавалерийский корпус |                                                               |
| 01 марта 1942 года     | Западный фронт |            | 9-й кавалерийский корпус |                                                               |
| 01 апреля 1942 года    | Западный фронт |            | 9-й кавалерийский корпус |                                                               |

## Состав
- 16-й кавалерийский полк
- 118-й кавалерийский полк
- 120-й кавалерийский полк
- 122-й кавалерийский полк
- 44-й бронетанковый эскадрон
- 36-й конно-артиллерийский дивизион
- 36-й артиллерийский парк
- ??-й отдельный полуэскадрон связи
- 11-й медико-санитарный эскадрон
- 4-й отдельный эскадрон химической защиты
- 2-й продовольственный транспорт
- 30-й дивизионный ветеринарный лазарет
- 120-я (1468-я) полевая почтовая станция
- 965-я полевая касса Госбанка

## Командиры
- Пархоменко, Феофан Агапович (19.08.1941 — ??.10.1941), полковник
- Шишкин, Михаил Семенович (10.07. 1941 — 02.12.1941), полковник
- Дудко, Степан Иванович (02.12.1941 — 16.03.1942), полковник[2]